# エイシー・ロー
エイシー・ロー4世（Acie Law IV、1985年1月25日 - ）はアメリカ合衆国テキサス州ダラス出身のバスケットボール選手。身長191cm。体重88kg。主なポジションはポイントガード。

## 経歴

### 学生時代
キムボール高校ではチームのエースとして活躍し、3年生の時には17.8得点6.0アシストの成績を残した。テキサス州チャンピオンシップ決勝戦では、相手チームのハーフコートからのブザービーターが決まり、無念の準優勝となったがローは大会MVPに選出された。また地元紙ダラス・モーニングニュースにおいて、All-Areaチームに3年生として唯一選出された。
高校でも名の知れたプレイヤーであったローにはオクラホマ大学、オクラホマ州立大学、コネチカット大学、ヒューストン大学、ジョージア工科大学などからリクルートの誘いが来ていたが、実家に近いテキサスA&M大学に進学。名コーチメルヴィン・ワトキンスの指導を受ける。
大学1年目はチームの成績が悪く勝てない状態が続いたが、ローは徐々に頭角を現し、1年生ながら27試合中12試合で先発の座を獲得した。ビッグ12カンファレンスにおいては4位の選手とされ、新人の中では最高位であった。
大学2年目は成績不振を理由にコーチのワトキンスが解雇され、大学側はビリー・グリスピーを招聘した。当初グリスピーの激しい指導についていけなかったローは転校することを真剣に考えたが、シーズンに入るとチームの成績は大幅に向上。ロー個人の成績も過去最高のものとなりビッグ12カンファレンス3位の選手となった。
大学3年目は大学史上4人目の通算1000得点、300アシスト、100スティールを達成。平均17.3得点、3.4リバウンド、4.0アシストをマークし、ローが5アシスト以上した試合の戦績は10勝2敗。チームは1987年以来となるNCAAトーナメント出場を果たし、初戦で強豪シラキュース大学を破った勢いのままにSweet16決定戦まで進出したが、ルイジアナ州立大学との試合ではラスト18秒でローが55-57となるショットを決めるも、その15秒後に逆転スリーポイントシュートを決められ敗退した。
大学4年目となった2006年、テキサス農工大学は全米6位にランクされた。これは同大学史上最高のランキングであった。チームは16勝2敗と好調な出だしを見せ、2007年2月1日、ローはボブ・クージー賞の最終選考にノミネートされた。この年のNCCAトーナメントにおいて、ローは序盤はフィールドゴール成功率が3割前後を推移するなど苦しんだものの、勝ち進むごとに本来の調子を取り戻し、持前の勝負強さを発揮してビッグショットを連発。チームは1980年以来のSweet16進出を決めたが、その後大会第2シードの強豪メンフィス大学と対戦し64-65で惜敗。ローの大学キャリアは幕を閉じた。この年、ローはESPN.comとスポーツ・イラストレイテッド誌のAll-Americaチーム、ダラス・モーニングニュースのビッグ12カンファレンスMVPに選ばれた。またボブ・クージー賞にも選ばれている。

### NBA
2007年6月28日、アトランタ・ホークスからドラフト1巡目11位で指名を受けてNBA入り。同年11月6日のニュージャージー・ネッツ戦でデビュー。シーズン平均4.2得点、2.0アシストの成績を残したが、得意のスリーポイント成功率は20.6％、フィールドゴール成功率も40％に留まった他、右足首の捻挫で10試合を欠場した。
2009年のNBAドラフト開催日の2009年6月25日、ホークスが1巡目でジェフ・ティーグを指名したのに伴い、スピーディ・クラクストンと共にジャマール・クロフォードとの交換でゴールデンステート・ウォリアーズに放出された。2009-10シーズン、ルーキーのステフィン・カリーとの争いに敗れる形で、11月16日、スティーブン・ジャクソンと共にラジャ・ベル、ウラジミール・ラドマノビッチとのトレードでシャーロット・ボブキャッツに放出され、さらに2010年2月18日、ロナルド・マレー、将来のドラフト1巡指名権と共にタイラス・トーマスとのトレードでシカゴ・ブルズへ移籍した。
2010年8月5日、メンフィス・グリズリーズと1年契約を結んだが、11試合に出場した後、12月4日に解雇され、同年12月9日、古巣のゴールデンステート・ウォリアーズと契約を結んだ。
2011年7月、ABAリーグのKKパルチザンと1年契約を結んだ。2012年1月、GBLのオリンピアコスBCに移籍、同チームは2011-12シーズン、ギリシャリーグとユーロリーグを制した。

## プレイスタイル
長距離からのシュートを得意とするクラッチシューター。大学時代は試合の大事な場面でビッグショットを次々と決めることからキャプテン・クラッチとあだ名された。またアシスト数でも常に上位にランキングされるなど、非凡なパスセンスを兼ね備えている。
高校時代、利き腕の右手を故障したが、試合に出続けるために左手でシュートを打つようになる。怪我から回復したのちは両手でシュートを打てるようになったが、左手からのロングシュートは苦手としていた。大学時代ビリー・グリスピーによって右手の親指の使い方を矯正されてからは左手シュートも大幅に改善され、ロー自身の強力な武器となっている。

## その他
- エイシーの名は曾祖父エイシーSr.以来代々受け継がれている。
- 元MLBシカゴ・カブスで、アメリカ野球殿堂メンバーのアーニー・バンクスを親戚に持つ[9]。
- 学生時代のジャージーは「Law IV」と書かれていたが、NBAでは「Law」とのみ書かれている。